# Kirchspiel Stadtlohn
Kirchspiel Stadtlohn war von 1964 bis 1969 eine kurzlebige Gemeinde im nordrhein-westfälischen Kreis Ahaus. Das ehemalige Gemeindegebiet gehört heute zur Stadt Stadtlohn im Kreis Borken.

## Geografie
Die Gemeinde Kirchspiel Stadtlohn umschloss ringförmig die Stadt Stadtlohn. Sie bestand aus mehreren alten Bauerschaften und war vorwiegend landwirtschaftlich geprägt. Die Gemeinde besaß eine Fläche von 72,5 km².

## Geschichte
Die Gemeinde wurde am 1. August 1964 durch den Zusammenschluss der fünf Gemeinden Almsick, Estern-Büren, Hengeler-Wendfeld, Hundewick und Wessendorf gegründet. Aus diesen Gemeinden hatte sich seit 1844 das Amt Stadtlohn zusammengesetzt. Am 1. Juli 1969 wurde Kirchspiel Stadtlohn durch das Gesetz zur Neugliederung von Gemeinden des Landkreises Ahaus in die Stadt Stadtlohn eingegliedert.

## Einwohnerentwicklung
| Jahr | Einwohner |
| ---- | --------- |
| 1964 | 4273      |
| 1969 | 5416      |